# Niue
Niue (Niuees: Niuē) is een eiland, gelegen op het zuidelijk halfrond in de Grote Oceaan, in Polynesië, ongeveer 700 km ten oosten van Tonga en ten zuiden van Amerikaans-Samoa. Het eiland heeft een oppervlakte van 260 km² en het hoogste punt is 65 meter. Het eiland is niet onafhankelijk, maar heeft een vrije band met Nieuw-Zeeland. Het eiland heeft een inwoneraantal van 1626 (2015). De huidige premier is de onafhankelijke Dalton Tagelagi; de hoofdstad is Alofi, dat 581 inwoners telt (2006).
Niue is een van de grootste koraalatollen ter wereld. Het is een opgeheven atol, daardoor bestaat het terrein uit een relatief hoog centraal kalkstenen plateau met steile kliffen rond de kust. Op het eiland komt naast de mens slechts één zoogdier voor, de Tongavleerhond (Pteropus tonganus).

## Geschiedenis

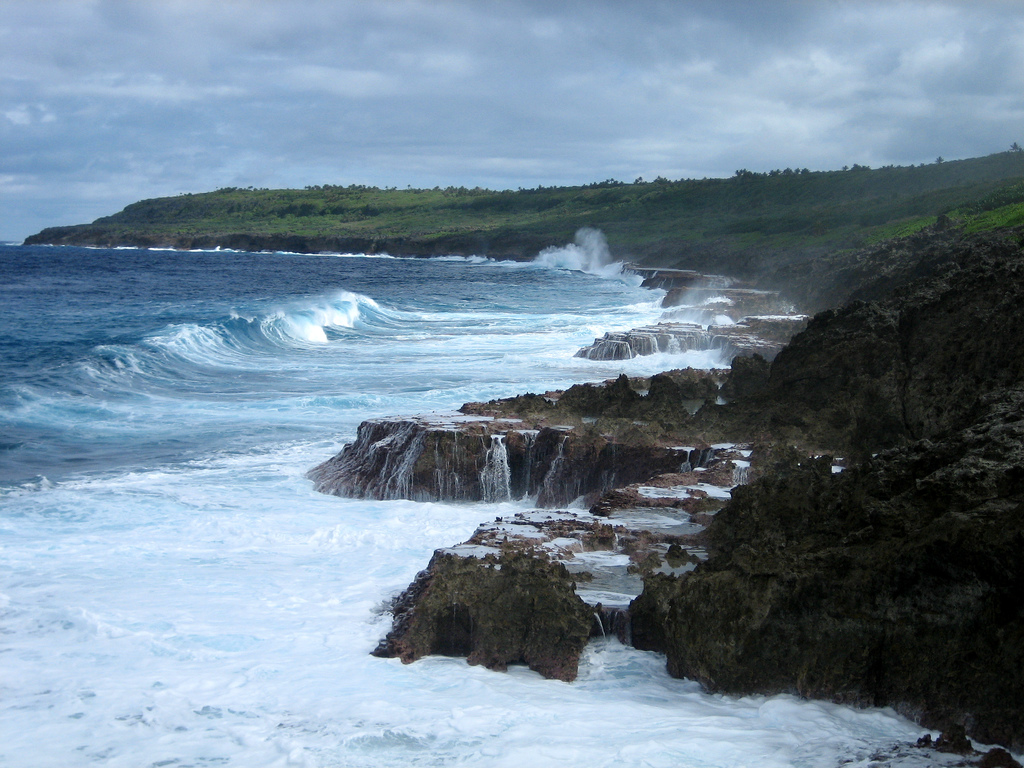
Branding bij Avatele

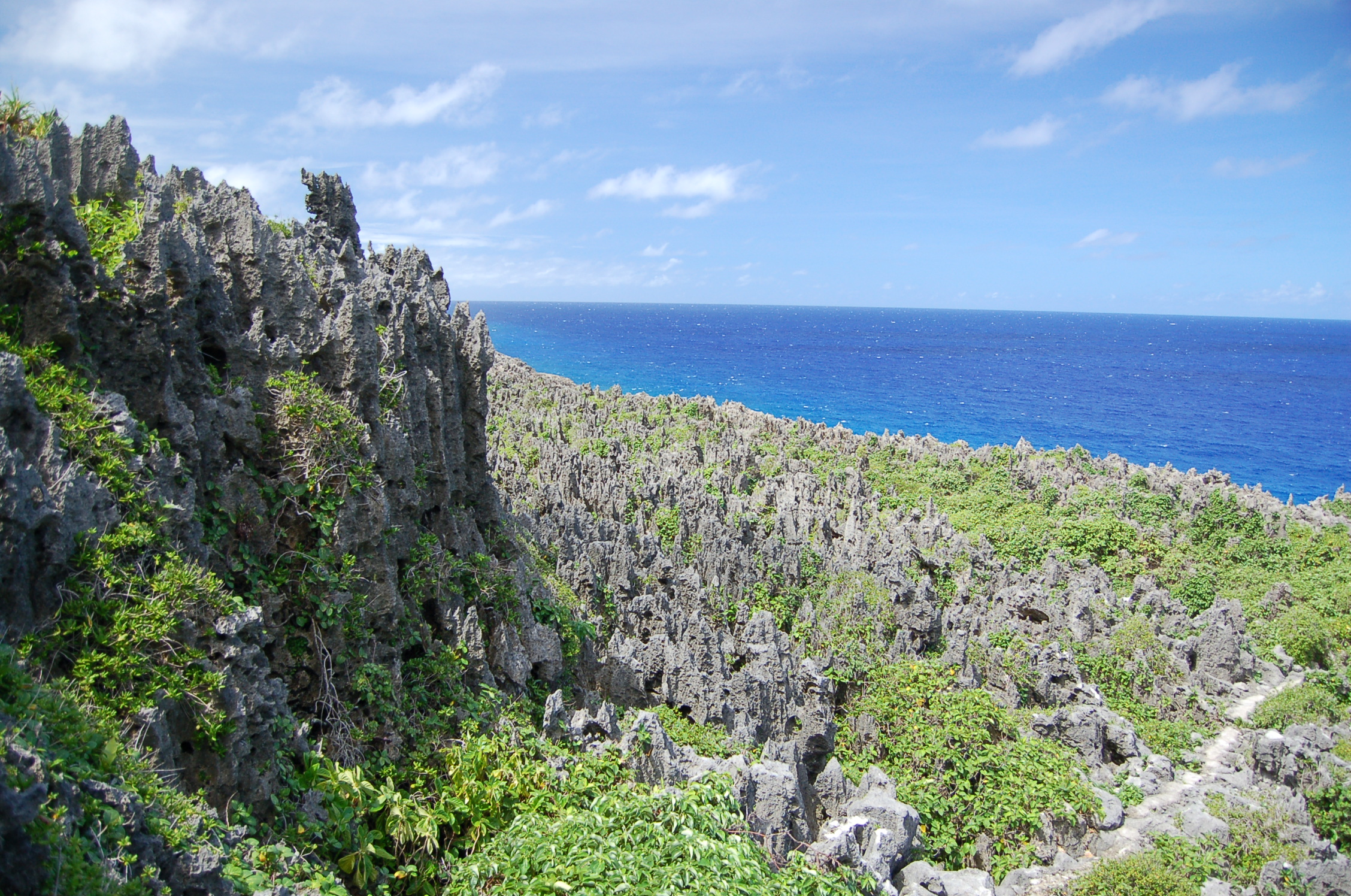
Kustlandschap

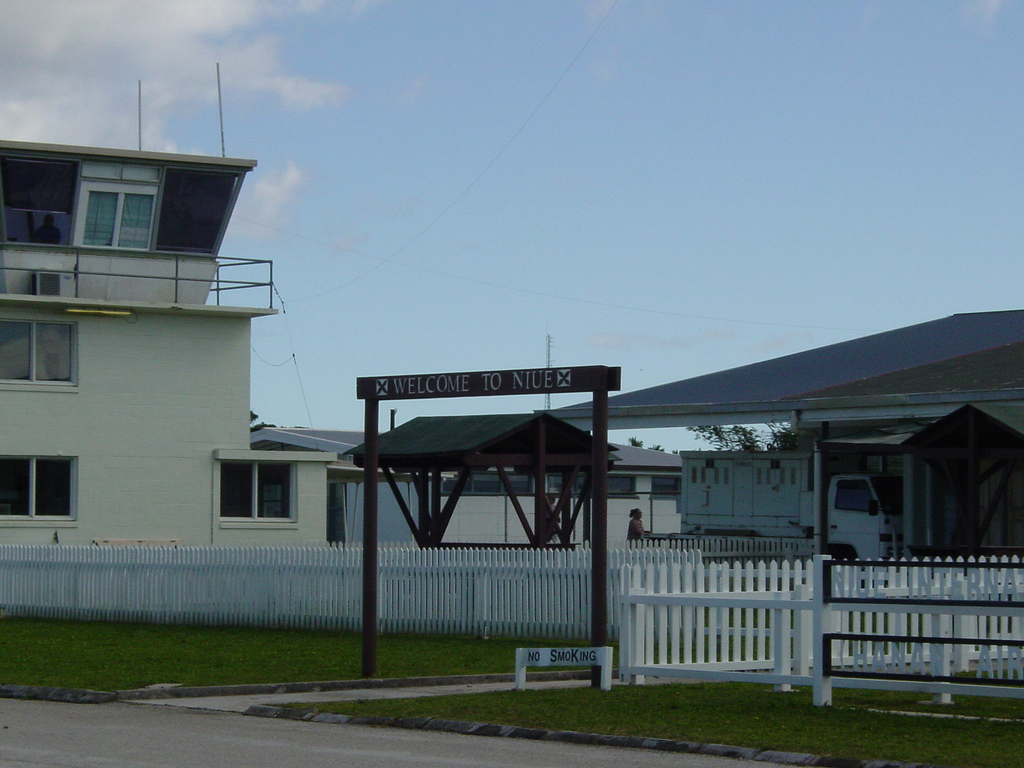
Internationale luchthaven in Alofi

De eerste mensen op Niue waren Polynesische zeelui die oorspronkelijk afkomstig waren van Tonga. Zij kwamen daar aan rond het jaar 900. Later, rond 1440, kwamen er nog meer mensen aan in Niue; zij waren afkomstig van Samoa.
Tot het begin van de 18e eeuw had Niue geen nationale regering of nationale leider. In deze tijd waren het vooral de hoofden van de rijkere families die samen zeggenschap hadden over verschillende delen van het eiland, en dus over een bepaald deel van de bevolking van Niue. Rond 1700 werd het idee van een monarchie geïntroduceerd in Niue, zoals dit ook in Tonga en Samoa het geval was. Vanaf dat moment werd het eiland bestuurd door putu-iki (koningen). De eerste was Puni-mata. De eerste christelijke koning van Niue was Tui-toga, die regeerde van 1875 tot 1887.
De Britse kapitein James Cook was de eerste Europeaan die ooit het eiland Niue te zien kreeg. Hij slaagde er echter niet in om aan land te gaan wegens felle tegenwerking van de lokale bevolking. De reden waarom de bevolking hem niet aan land liet, zou volgens sommige bronnen de schrik voor het introduceren van vreemde ziekten zijn. Cook gaf het eiland wel een naam: Savage Island.
Christelijke missionarissen, afkomstig van de London Missionary Society, bekeerden de meeste inwoners van Niue rond 1846. In het jaar 1887 schreef toenmalige koning Fataaiki aan Victoria van het Verenigd Koninkrijk een verzoek om Niue onder Britse bescherming te plaatsen, maar zijn verzoek werd afgewezen. In 1900 werd het eiland, ten gevolge van verscheidene nieuwe verzoeken, dan toch een Brits protectoraat. Het daaropvolgende jaar, werd het eiland geannexeerd door Nieuw-Zeeland. Ook de Cookeilanden behoorden op dat moment aan Nieuw-Zeeland toe, maar gezien de grote verschillen in cultuur en taal tussen de inwoners van Niue enerzijds, en die van de Cookeilanden anderzijds, werden deze eilanden administratief volledig gescheiden van elkaar behandeld.
150 mannen uit Niue, ongeveer 4% van de toenmalige populatie, vochten tijdens de Eerste Wereldoorlog mee aan de zijde van Nieuw-Zeeland.
Niue verwierf zijn zelfstandigheid in 1974 in vrije associatie met Nieuw-Zeeland, dat verantwoordelijk bleef voor de militaire en buitenlandse zaken van het eiland. Officieel kon Niue al in het jaar 1965 deze zelfstandigheid verkrijgen, samen met de Cookeilanden, maar het eiland vroeg hiervoor 10 jaar uitstel.
In januari 2004 werd Niue getroffen door een verwoestende orkaan, Heta, die twee inwoners doodde en 200 van de 1600 inwoners van het eiland dakloos maakte. Toen een deel van de bevolking daarna besloot om Niue niet opnieuw op te bouwen, vond de Nieuw-Zeelandse minister van Buitenlandse Zaken Phil Goff dat de zelfstandigheid van het eiland ter discussie moest worden gesteld. Niet lang daarna werd door de Niueaanse premier Young Vivian het voorstel van Nieuw-Zeeland verworpen om de zelfstandigheid te herzien. De bevolking van het eiland daalt geleidelijk. In 1966 waren er nog 5200 inwoners, in 2000 waren dat er 2100 en in 2009 nog slechts 1400. De meeste mensen emigreren naar Nieuw-Zeeland. Door deze emigratie dreigen de basisvoorzieningen in gevaar te komen.

## Bestuurlijke indeling

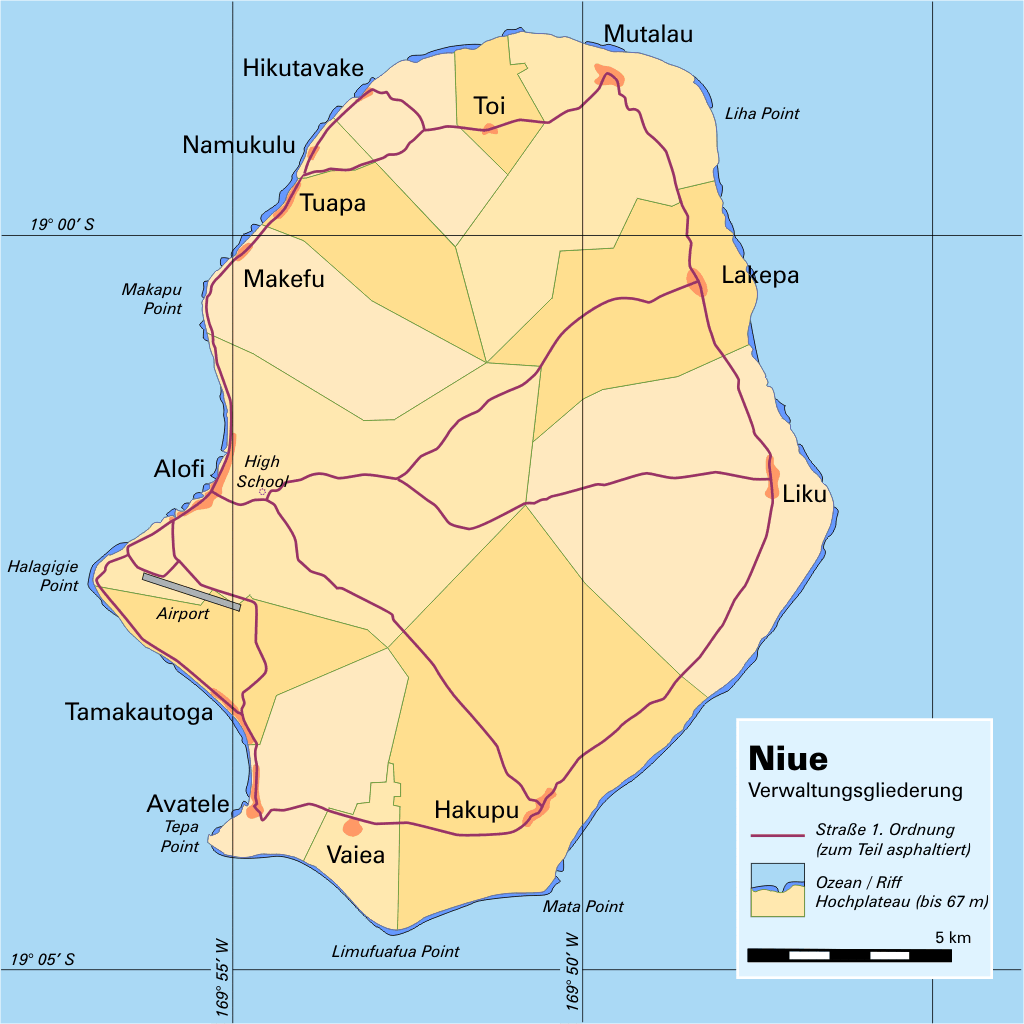
De dorpen van Niue

Niue is bestuurlijk ingedeeld in 14 dorpen, vergelijkbaar met gemeenten. Deze dorpen hebben een raad die zijn voorzitter verkiest en fungeren eveneens als kieskringen bij parlementsverkiezingen. Alofi is onderverdeeld in de dorpen Alofi North en Alofi South.

## Economie
De economie is sterk afhankelijk van de Nieuw-Zeelandse overheid. De bevolking leeft grotendeels van zelfvoorzienende landbouw. Het klein beetje industrie dat er is bestaat uit de verwerking van passievruchten, limoenolie, honing en kokosroom. De verkoop van postzegels en toerisme is ook een bron van deviezen. Het geld dat in het buitenland wonende en werkende staatsburgers inbrengen, spekt de kas van Niue.

### Informatietechnologie
Op het eiland, dat aanvankelijk alleen over wat krakkemikkige telefoonlijntjes beschikte, begon begin jaren negentig een BBS, het Savage Island Network.
Op initiatief van de Amerikaan Bill Semich werd in Boston in 1997 de non-profitorganisatie de Internet Users Society Niue opgericht. Ondertussen claimde Semich het beheer van de domeinextensie .nu. De overheid van Niue wil deze domeinnaam terug, vijfentwintig jaar later is er nog steeds discussie lopende.

## Vervoer
De Internationale Luchthaven Niue is de enige luchthaven op het eiland. Wekelijks voert de Nieuw-Zeelandse nationale maatschappij Air New Zealand op zaterdag een retourvlucht uit op de luchthaven van Nieuw-Zeelands grootste stad Auckland. Het is de enige maatschappij die lijnvluchten naar Niue uitvoert.
Op het eiland verbindt een ononderbroken en grotendeels geasfalteerde ringweg langs de kust alle dorpen; daarnaast zijn Lakepa en Liku via het centrum van het eiland direct met Alofi verbonden.